# Mundur harcerski

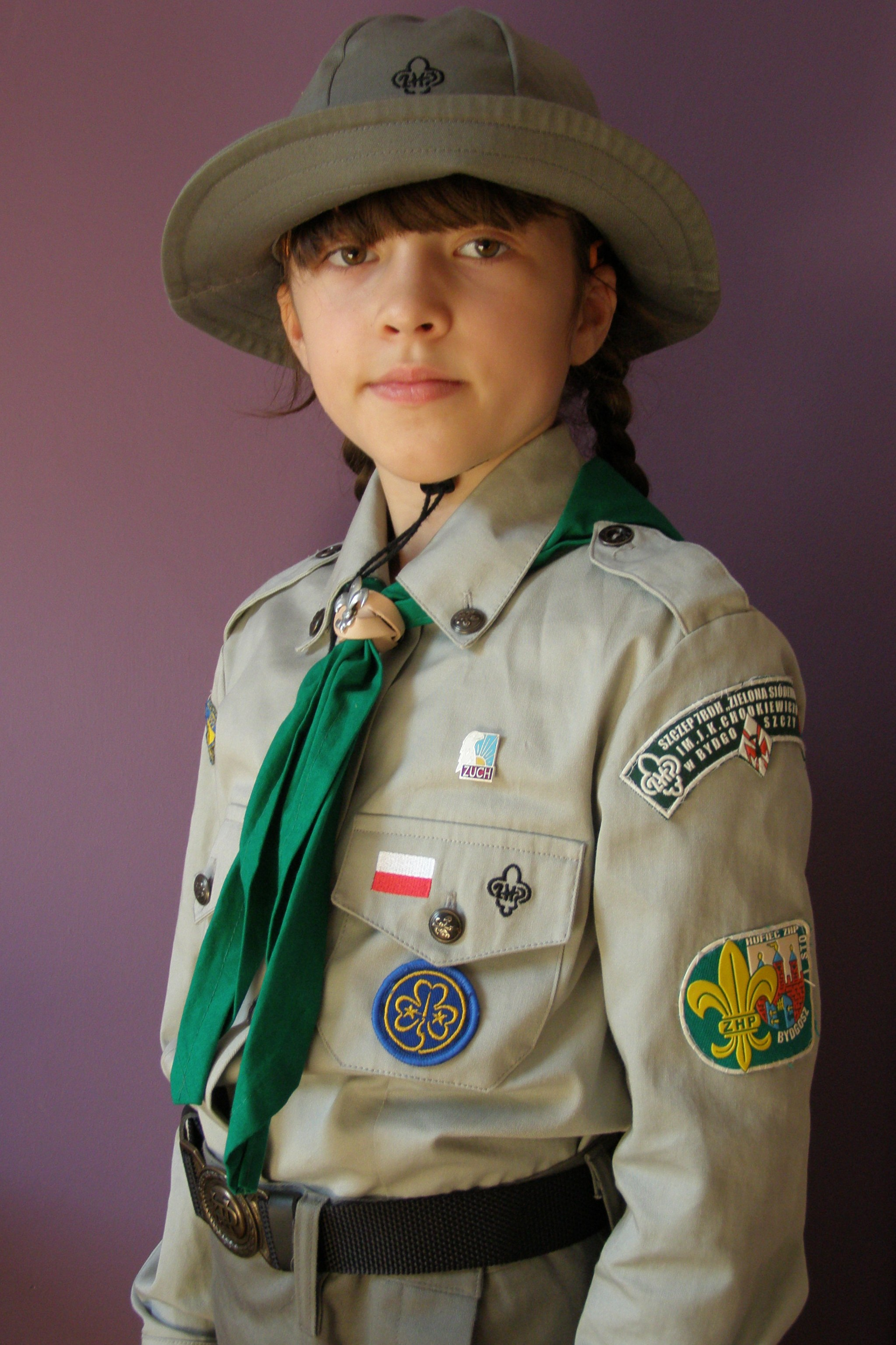
Aktualny dziewczęcy mundur zuchowy ZHP

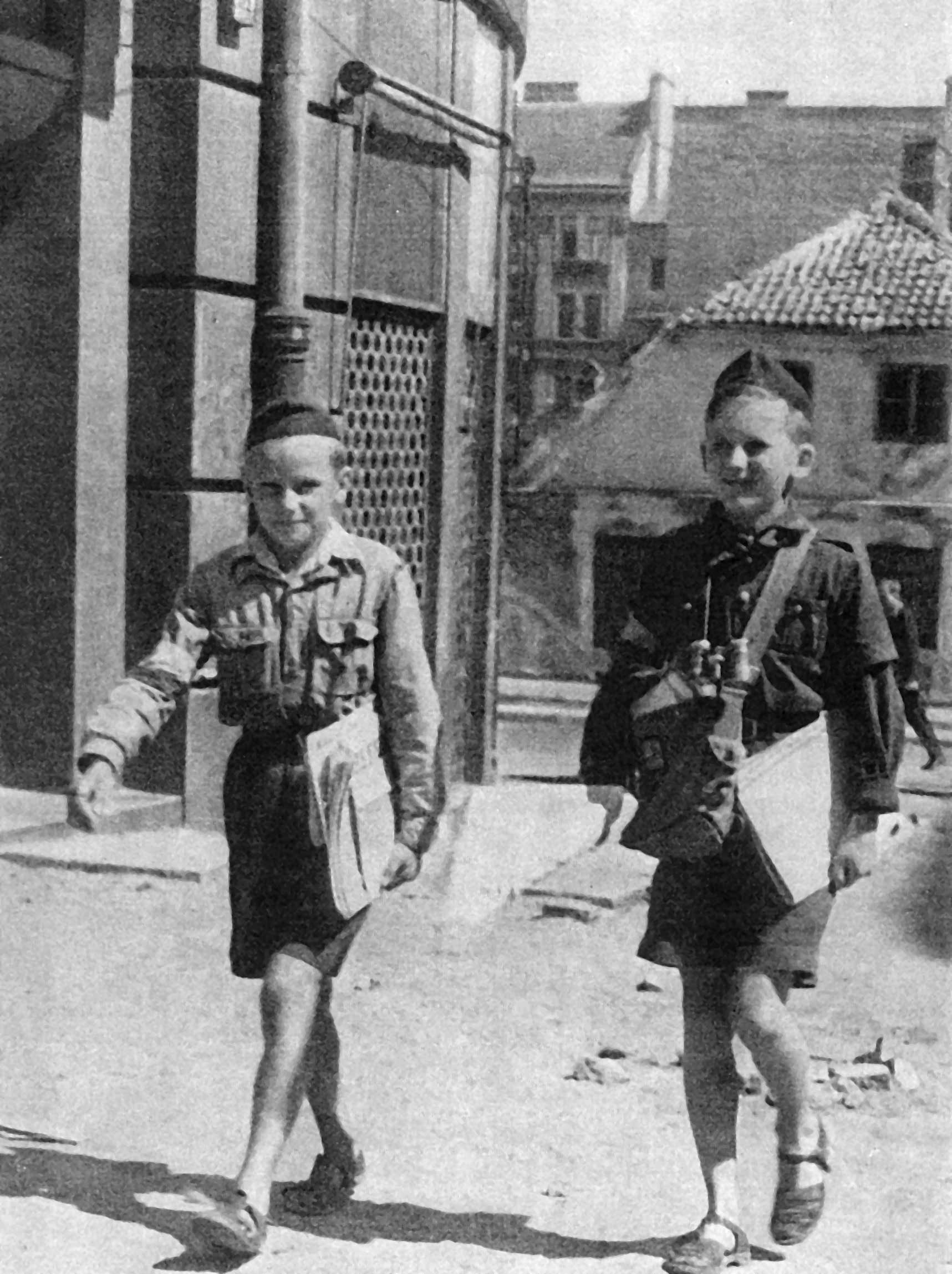
Zawiszacy z Harcerskiej Poczty Polowej 1944 r.

Mundur harcerski – rodzaj ubioru noszonego przez członków organizacji harcerskich. Pierwotnie zaprojektowany na wzór mundurów wojskowych miał zastępować ubrania cywilne mogące zniszczyć się na zbiórkach oraz budować wspólnotę harcerzy poprzez ich zewnętrzny jednolity wygląd. Krój mundurów zmieniał się kilkukrotnie w historii harcerstwa. Szczegóły dotyczące umundurowania są regulowane przez regulaminy mundurowe poszczególnych organizacji.
Generalną zasadą jest, iż ubiór całej drużyny harcerskiej powinien być możliwie jednolity. 

## Mundur harcerza
- bluza mundurowa w kolorze: 
  - ciemnozielonym (Związek Harcerstwa Polskiego i Związek Harcerstwa Rzeczypospolitej)
  - khaki (Stowarzyszenie Harcerskie)
  - beżowym (Stowarzyszenie Harcerstwa Katolickiego „Zawisza” Federacja Skautingu Europejskiego)
  - oliwkowo-zielonym (Stowarzyszenie Harcerski Ruch Ochrony Środowiska im. św. Franciszka z Asyżu)
- bluza mundurowa drużyny specjalności wodnej (ZHP i ZHR) - granatowy (kołnierz granatowy, w trzy białe paski)
- spodnie: krótkie lub długie, członkowie drużyn wodnych – granatowe lub czarne
- nakrycie głowy z lilijką: rogatywka, beret typu baskijskiego w jednolitym kolorze, furażerka w kolorze khaki lub kapelusz typu skautowego lub miękki kapelusz

## Mundur harcerki
- Bluza mundurowa w kolorze szarym (lub błękitnym u dziewcząt w Zawiszy).
- Spódnica, spodnie: krótkie, lub długie,.
- Nakrycie głowy  z lilijką lub koniczynką (w zależności od tradycji środowiska): beret typu baskijskiego w jednolitym kolorze, rogatywka, kapelusz typu skautowego lub miękki kapelusz.

## Elementy wspólne ubioru dla harcerzy i harcerek
Poniższe elementy wchodzą w skład munduru zarówno harcerek, jak i harcerzy:
- chusta harcerska lub krajka
- pas harcerski
- krzyż harcerski
- beret lub rogatywka
- niektóre drużyny mają naszywkę środowiskową.

## Inne elementy związane z mundurem harcerskim
- suwak na chustę (tzw. pierścień)
- sztuce (getry harcerskie)
- wywijki
- sznur funkcyjny
- naramienniki (pagony)
- krzyż harcerski
- lilijka harcerska
- sprawności
- plakietki
- okrycie wierzchnie – kangurka, pałatka, peleryna
- pionierki, traperki
- finka
- beret/rogatywka/furażerka/kapelusz